# Kepler-78 b
Kepler-78 b (KIC 8435766 b avant la confirmation de son existence et surnommée The Hell Planet (ou "la planète infernale") est une planète gravitant autour de l'étoile Kepler-78, dans la constellation du Cygne, découverte par le télescope Kepler en 2013. Au moment où elle a été découverte, il s'agissait de l'exoplanète la plus proche de la Terre en termes de masse, de rayon et de densité.

## Caractéristiques
Selon Francesco Pepe, un des astronomes ayant pris part à sa découverte, bien que les dimensions de   Kepler-78 b (masse comme rayon et densité) soient de l'ordre de grandeur de celles de la Terre, la planète seraient probablement une planète de lave plutôt qu'une planète ressemblant à la Terre.

## Découverte
Cette planète a été découverte en 2013 grâce à l'analyse de données issues du télescope spatial Kepler. Elle a été identifiée lors de son passage devant son étoile, le télescope ayant détecté le fait qu'elle occultait et réfléchissait la lumière de son étoile lors de ses mouvements orbitaux. Au départ, Kepler-78 b n'a pas reçu de dénomination propre aux objets d'intérêt repérés par le télescope Kepler, celle-ci ayant échappé à l'analyse automatique des données en raison de sa courte période de révolution.

## Caractéristiques

### Taille, masse et composition
Kepler-78 b est 69 % plus massive que la Terre et 20 % plus grande. Deux équipes indépendantes ont mis en œuvre des méthodes inédites pour estimer la masse de la planète. Ces estimations ont été rendues possibles car la gravité de Kepler-78 b cause une "oscillation" de son étoile hôte. Cette méthode est en principe destinée à identifier les géantes gazeuses, et n'est généralement pas utilisée pour évaluer la masse d'exoplanètes de taille similaire à la Terre, leur gravité étant normalement trop faible pour produire un effet visible sur leur étoile. Mais dans le cas de Kepler-78 b, son orbite est si proche de son étoile que son influence gravitationnelle peut être détectée de cette manière.
L'une des équipes, menée par Francesco Pepe, a utilisé le spectrographe HARPS-N du Telescopio Nazionale Galileo dans les îles Canaries et a évalué que la planète atteignait une masse 1,86 fois plus importante que la Terre, pour un rayon 1,16 fois supérieur. L'autre équipe, menée par Andrew Howard de l'Université d’Hawaï à Manoa, a exploité les données du spectromètre HIRES du télescope Keck 1 à l'Observatoire W. M. Keck d’Hawaï et a estimé la masse de Kepler-78 b comme étant 1,69 fois plus importante que celle de la Terre, pour un rayon 1,2 fois supérieur. Ces deux estimations ont déterminé que la densité de cette planète était d'environ 5,5 grammes par centimètre cube, soit équivalente à la Terre, ce qui pourrait indiquer qu'elle serait composée de roche et de fer, comme la Terre,. Son cœur ferreux pourrait constituer jusqu'à 40 % de sa masse.
Kepler-78 b est probablement similaire à de plus grandes exoplanètes chaudes, à haute densité, telles que Kepler-10 b, Kepler-36 b et CoRoT-7 b.

### Environnement
Kepler-78 b gravite autour de son étoile en 8,5 heures. Elle réfléchit 20 % à 60 % de la lumière reçue de son étoile. Son orbite étant extrêmement proche de son soleil, environ 40 fois plus proche de son étoile que Mercure ne l'est du Soleil, la surface de cette planète atteindrait une température située entre 2 300 K (2 030 °C, 3 680 °F) et 3 100 K (2 830 °C, 5 120 °F). Cette température est suffisamment élevée pour priver la planète de toute atmosphère stable. Les parties liquides et solides de la planète sont néanmoins probablement stables. Selon Francesco Pepe, l'un des astronomes ayant participé à sa découverte, la planète a une taille similaire à la Terre mais « elle peut être imaginée comme une planète de lave plutôt que comme une planète comparable à la Terre. »
L'accélération de la gravité à la surface de la planète est estimée à ~11 m/s2, légèrement plus élevée que celle de la Terre.

## Origine
Selon l'astronome bulgare Dimitar Sasselov, « ce monde de lave [Kepler-78 b] est une abomination. Il n'existe aucune loi physique qui permette d'expliquer comment un petit monde, à peine 20 % plus grand que la Terre, a pu se retrouver à cet endroit, et aucun mécanisme connu n'a pu le transporter là. Mais une chose est sûre, il ne pourra pas rôtir à cette orbite infernale trop longtemps ; il est destiné à être englouti [très] prochainement par son étoile ». Selon les estimations, la planète sera absorbée par son étoile dans trois milliards d'années environ,.